# Tipula (Vestiplex) baliopteroides
Tipula (Vestiplex) baliopteroides is een tweevleugelige uit de familie langpootmuggen (Tipulidae). De soort komt voor in het Nearctisch gebied.